# Kaple svatého Jana Nepomuckého (Čeňovice)
Kaple sv. Jana Nepomuckého v Čeňovicích je památka, která pochází pravděpodobně z 2. poloviny 18. století, nebo 1. poloviny 19. století.
Kaple je zděná a má čtvercový půdorys, vnější rohy jsou zaoblené. Její omítka je pokryta světle žlutou barvou a bílými plastickými prvky. V interiéru je umístěna dřevěná socha Jana Nepomuckého. Budova je památkově chráněna od 3. 5. 1958.